# 青椅山机场
青椅山机场，位于辽宁省宽甸县青椅山镇三道沟村第五村民小组，为中国人民解放军空军已经废弃的机场。

## 历史
1953年建设。当时为钢板跑道。为中国人民志愿军空军的备用机场。1954年起，青椅山机场成为航空兵第1X师驻地。1969年改隶航空兵第3X师第9X团。1985年机场停止使用，改为备降机场。
2013年1月4日成为宽甸县第五批县级文物保护单位。2014年12月，被列为丹东市级文物保护单位。2021年3月，被辽宁省文物局确定为辽宁省第一批不可移动革命文物。
2021年5月14日被中华人民共和国文化和旅游部、中共中央宣传部、中共中央党史和文献研究院、国家发展改革委列为“建党百年红色旅游百条精品线路”之九“抗美援朝·保家卫国”精品线路。